# Prismognathus nigricolor
Prismognathus nigricolor es una especie de coleóptero de la familia Lucanidae.

## Distribución geográfica
Habita en Birmania y China.